# نهر تابتي
نهر تابتي (بالهندية: तपती, ताप्ती, तापी)، نهر يقع في وسط الهند ويسير من الشرق باتجاة الغرب، يقع بين نهري غودافاري ونارمادا، يمر في مدينة سورت، طول النهر 724 كيلومتر.